# Jacques Chaban-Delmas
Jacques Chaban-Delmas (7. marts 1915 – 10. november 2000) var en fransk gaullistisk politiker. Premierminister under Georges Pompidou fra 1969 til 1972.
Jacques Chaban-Delmas blev døbt Jacques Delmas; i den franske modstandsbevægelse var hans dæknavn Chaban, og efter 2. verdenskrig tog han formel navneforandring til Chaban-Delmas. I næsten fem årtier (1947-1995) var han borgmester i Bordeaux.
Han var formand for den franske Nationalforsamling i flere perioder: 1958-1969, 1978-1981 og 1986-1988.
Ved valget i 1974 var Chaban-Delmas kandidat til præsidentposten, men tabte til Valéry Giscard d'Estaing.
I 1940-1947 var Chaban-Delmas medlem af Parti Radical. Derefter blev han gaullist.